# Чемпіонат України з пляжного футболу 2008
Чемпіонат України з пляжного футболу 2008 — шостий чемпіонат України з пляжного футболу, Суперфінал якого відбувся 27-31 серпня 2008 на пляжі «Аркадія» в Одесі за участю 8 команд. Переможець — БРР (Київ).

## Перебіг
Група «A»:
1. «Метробуд» (Київ)
2. БРР (Київ)
3. «Старт» (Іллічівськ)
4. «Глорія» (Одеса)

Група «Б»:
1. «Нова Ера» (Київ)
2. «Майндшер» (Київ)
3. ПФС (Севастополь)
4. ЖБК (Харків)

Півфінали:
- БРР — «Нова Ера» — 2:1
- «Майндшер» — «Метробуд» — 5:4

За 3-є місце: «Метробуд» — «Нова Ера» — 5:3
Фінал: БРР — «Майндшер» — 4:3